# Diocèse de Phát Diệm
Le diocèse de Phát Diêm (Dioecesis de Phat Diem) est un territoire ecclésiastique de l'Église catholique au Viêt Nam, suffragant de l'archidiocèse d'Hanoï. Son siège épiscopal est à la cathédrale du Rosaire de Phat Diem, à 120 km au sud d'Hanoï. L'évêque est actuellement  Peter Kiều Công Tùng.

## Territoire

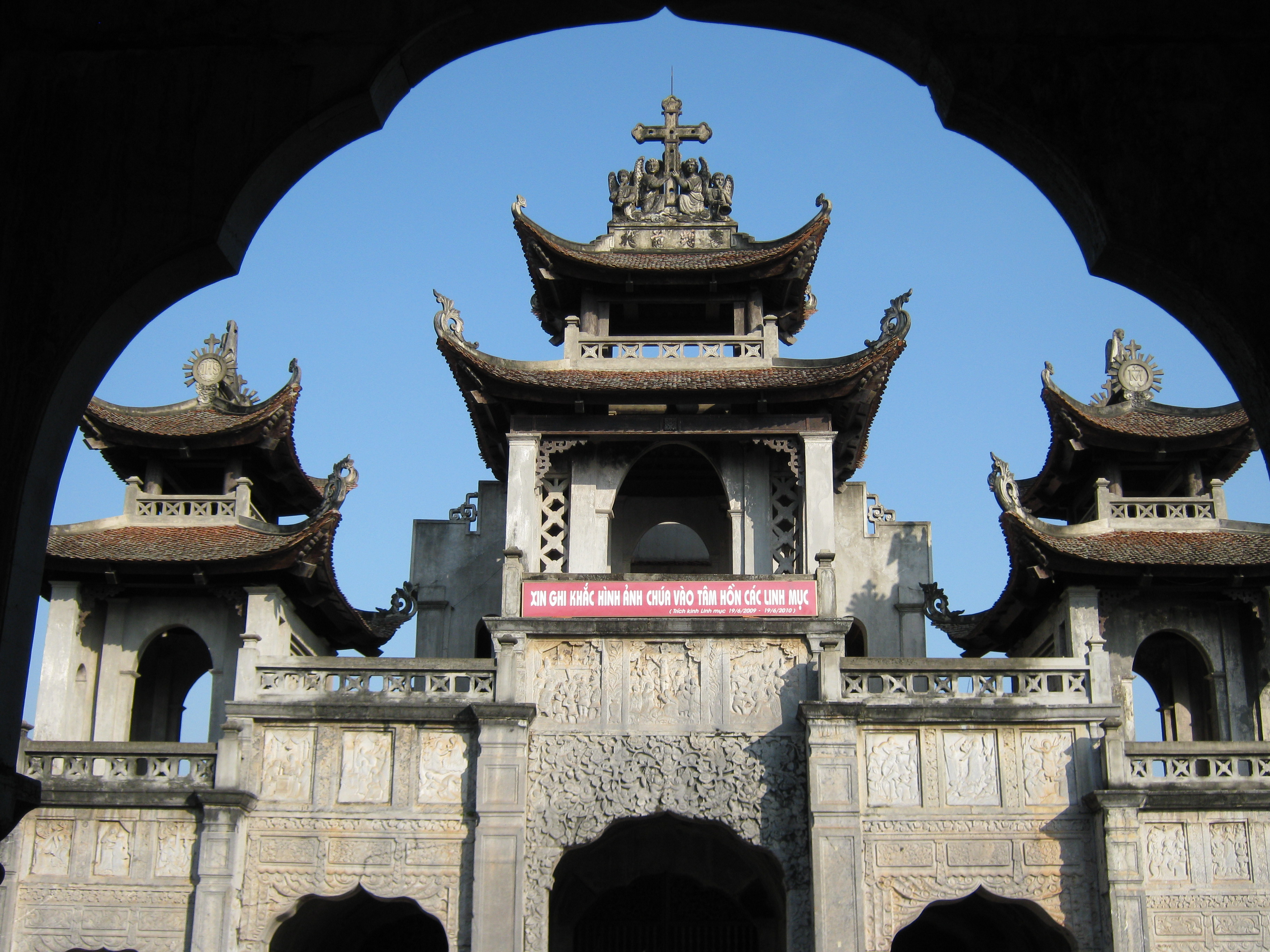
Cathédrale du Rosaire de Phát Diêm

Son territoire de 1 787 km2 se trouve dans l'ancien Tonkin et comprend soixante-cinq paroisses.

## Historique
Le vicariat apostolique du Tonkin maritime est érigé le 5 avril 1901, recevant son territoire du vicariat apostolique du Tonkin oriental (aujourd'hui diocèse d'Haïphong). Il prend le nom de vicariat apostolique de Phát Diêm, le 3 décembre 1924.
Il cède une portion de son territoire le 7 mai 1932, à l'avantage du nouveau vicariat apostolique de Thanh Hóa (diocèse aujourd'hui). Il est élevé au rang de diocèse, le 24 novembre 1960, en pleine période de persécution, par le décret de Jean XXIII, Venerabilium Nostrorum.

## Ordinaires
- Jean-Pierre-Alexandre Marcou, mep, 16 avril 1901 - 20 octobre 1935, à la retraite
- Jean-Baptiste Nguyễn Bá Tòng, 20 octobre 1935 - 8 juin 1945, à la retraite
- Thadée Le Huu Tu, O.Cist., 14 juin 1945 - 1959, démis
- Paul Bui Chu Tao, 24 janvier 1959 - 3 novembre 1998, à la retraite
- Joseph Nguyên Van Yên, 3 novembre 1998 - 17 avril 2007, à la retraite
- Joseph Nguyên Nang, 25 juillet 2009 - 19 octobre 2019, transféré à Hô-Chi-Minh-Ville
- Peter Kiều Công Tùng, depuis le 25 mars 2023

## Statistiques
| année | baptisés | population totale | pourcentage de baptisés | prêtres | catholiques par prêtre | religieux | religieuses | paroisses |
| ----- | -------- | ----------------- | ----------------------- | ------- | ---------------------- | --------- | ----------- | --------- |
| 1950  | 99 904   | 250 000           | 40                      | 163     | 612                    | 6         | 206         | 57        |
| 1963  | 58 900   | 400 000           | 14,7                    | 26      | 2265                   | 7         | 39          | 61        |
| 1979  | 95 000   | 500 000           | 19,0                    | 13      | 7307                   | 1         | 29          | 62        |
| 1999  | 137 760  | 905 900           | 15,2                    | 27      | 5102                   | -         | 69          | 65        |
| 2000  | 137 761  | 905 900           | 15,2                    | 27      | 5102                   | -         | 69          | 65        |
| 2001  | 142 056  | 905 985           | 15,7                    | 26      | 5463                   | 20        | 70          | 65        |
| 2002  | 142 056  | 905 985           | 15,7                    | 26      | 5463                   | 20        | 70          | 65        |
| 2003  | 146 335  | 915 900           | 16,0                    | 34      | 4303                   | 22        | 70          | 65        |
| 2004  | 144 721  | 907 520           | 15,9                    | 31      | 4668                   | 25        | 93          | 65        |
| 2013  | 163 036  | 1 002 037         | 16,3                    | 76      | 2145                   | 74        | 226         | 77        |